# LMSロイヤル・スコット級蒸気機関車
LMSロイヤル・スコットクラス蒸気機関車（Royal Scot Class）は、ヘンリー・ファウラーによって設計されたロンドン・ミッドランド・アンド・スコティッシュ鉄道 (LMS) の蒸気機関車。

## 概要
ロイヤルスコットは車輪配置が4-6-0で1927年に急行列車用として導入された。元はグラスゴーのノース・ブリティッシュ・ロコモティブで製造され、その中で一部は1950年代にクールー工場でテーパーボイラーと湾曲型除煙板と二本煙突に改造され、1965年まで西海岸本線で急行列車の牽引に使用された。
熱量の高い石炭を使用したので火室は狭火室だった。
弁装置は中央シリンダーのピストン弁にも台枠内に3つ目のワルシャート式弁装置が付いている。
中央シリンダーは第一動輪を、外側の2つのシリンダーは第二動輪を駆動している。
70輌が製造され、1962年から1965年の間に引退して6100号機「ロイヤル・スコット」と6115号機「スコッツ・ガードマン」がいずれも動態保存されている。
1933年にシカゴ博覧会に出展するために6152号機が6100号機として送られた。

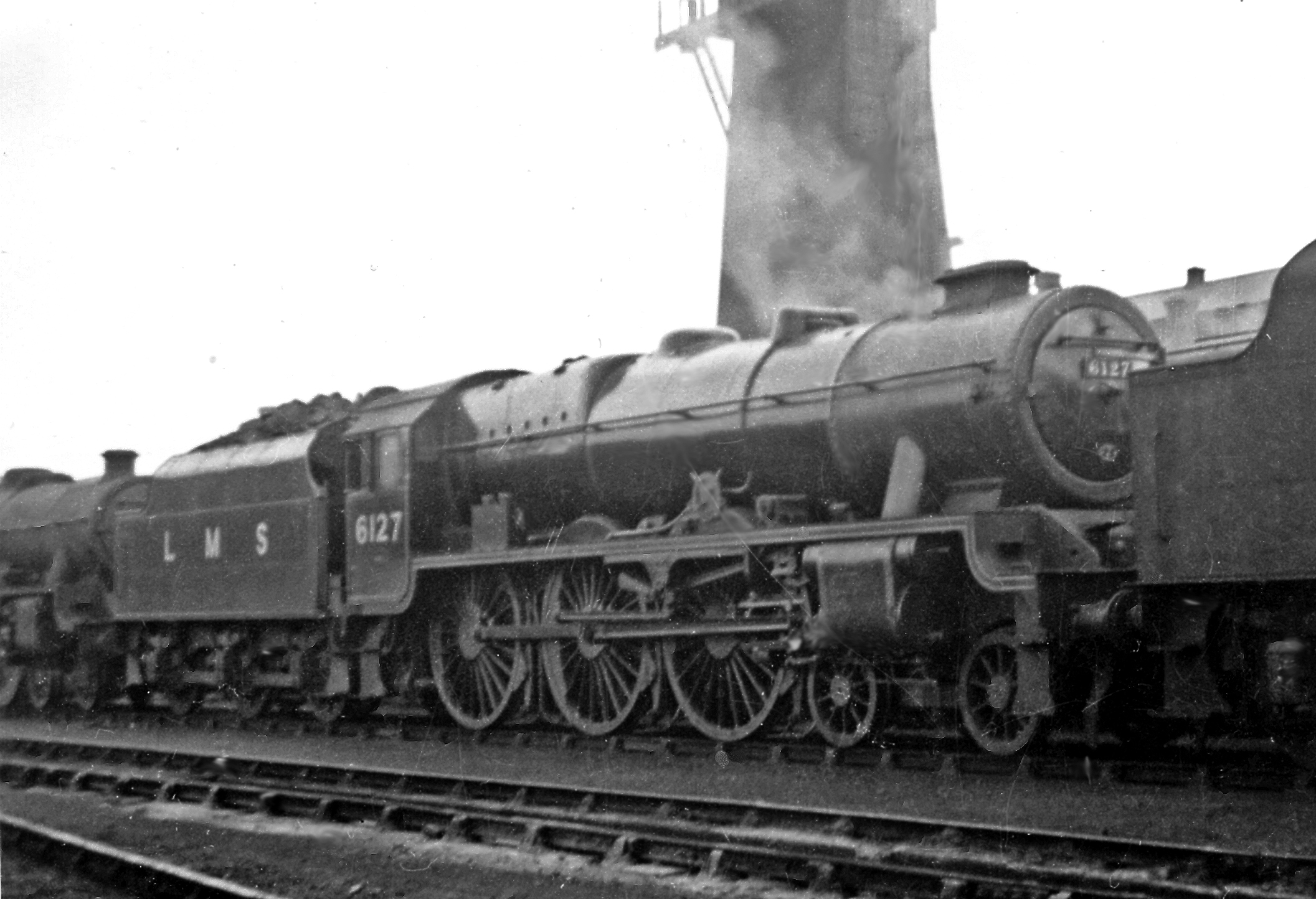
Camden機関区
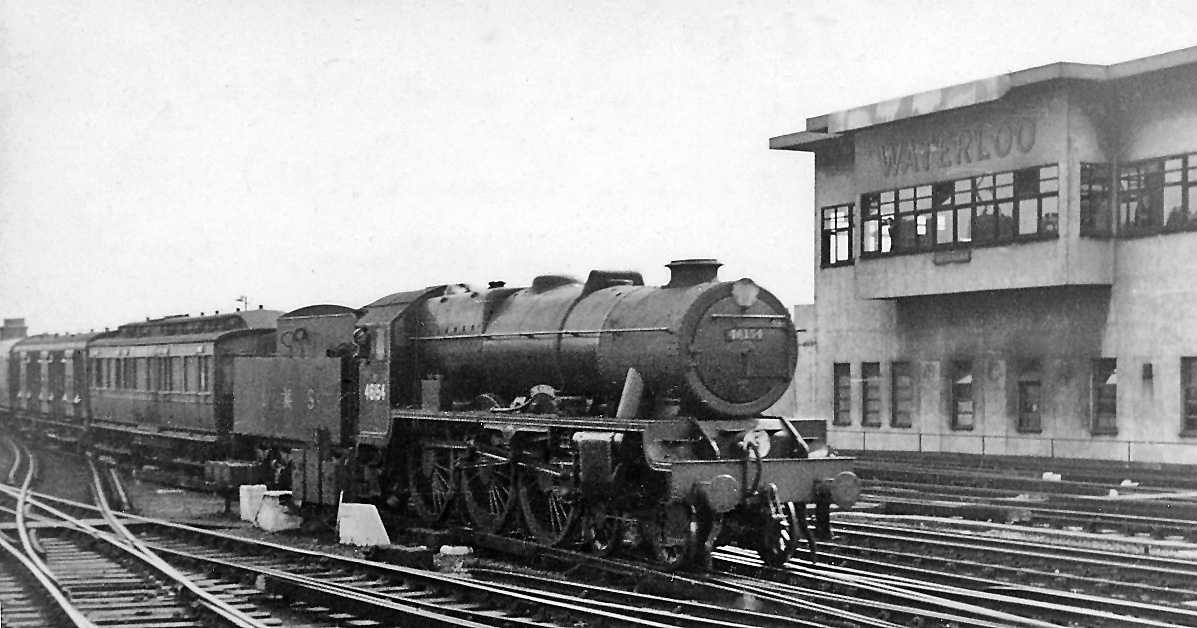
大西洋沿岸線を走行
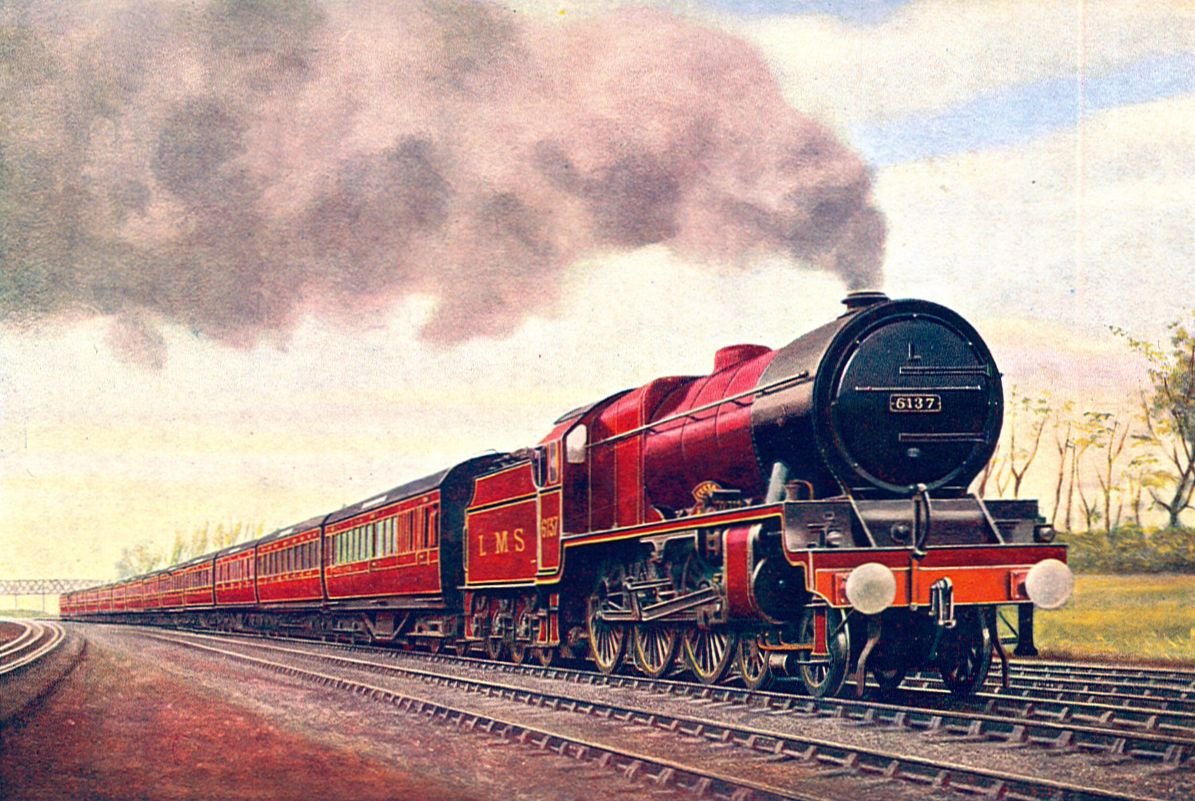
6137号
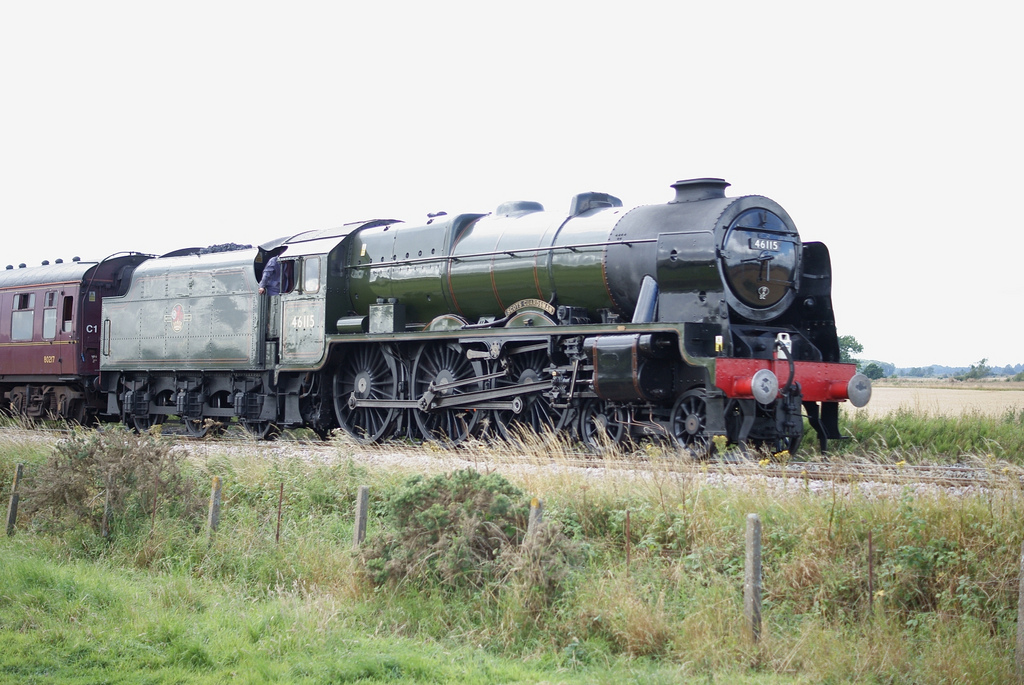
46115スコットガードマン
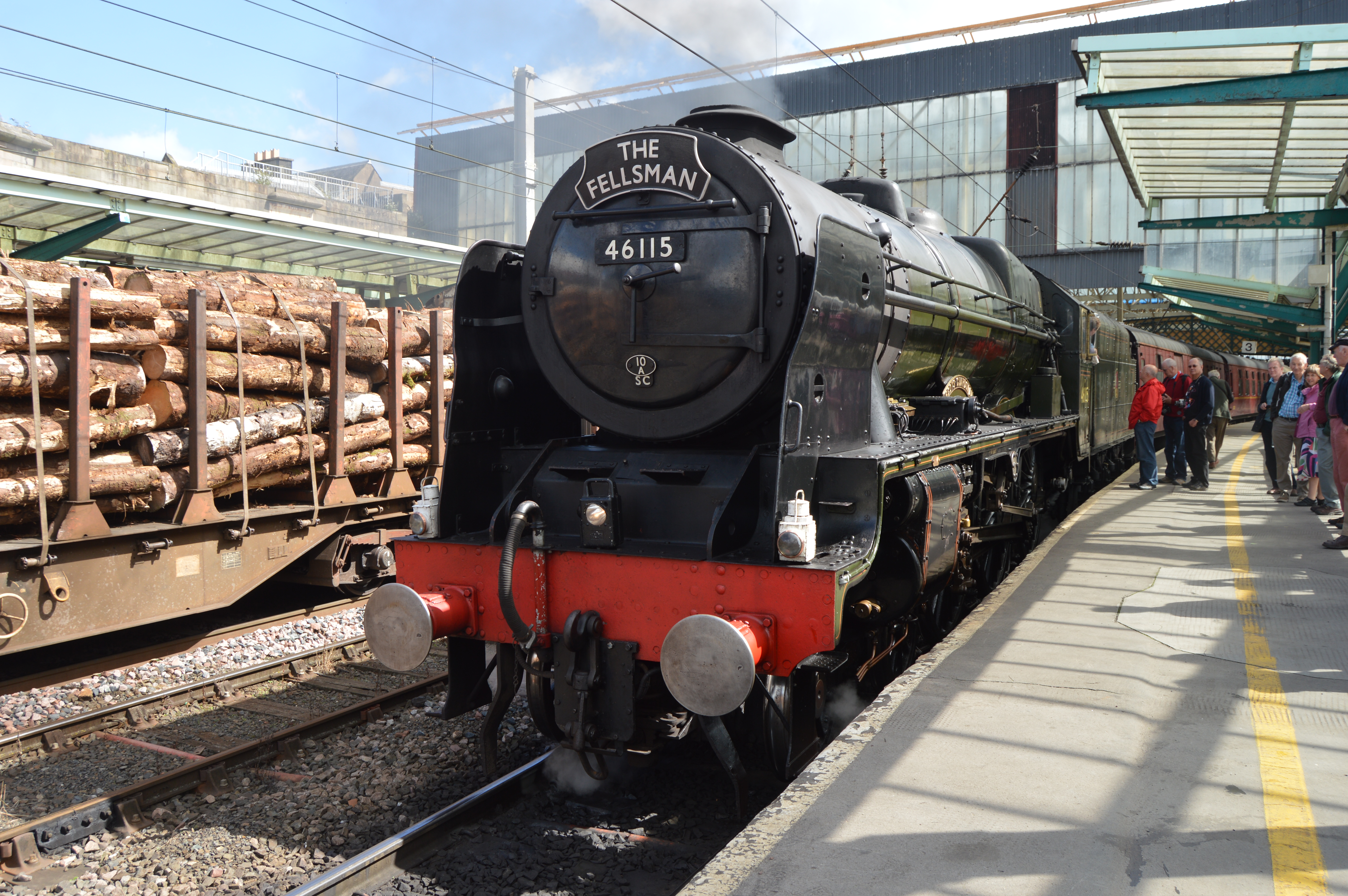
46115号
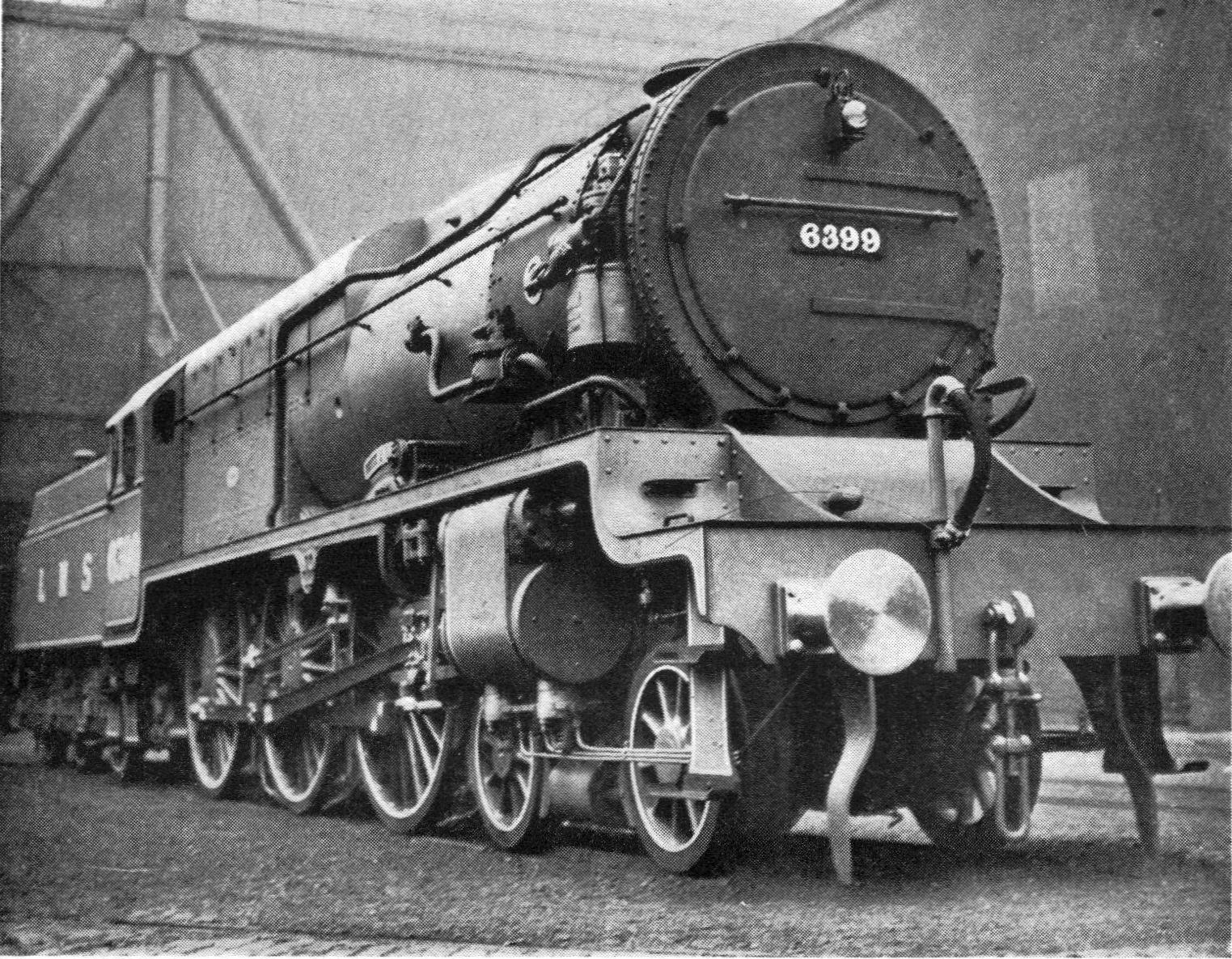
6399号
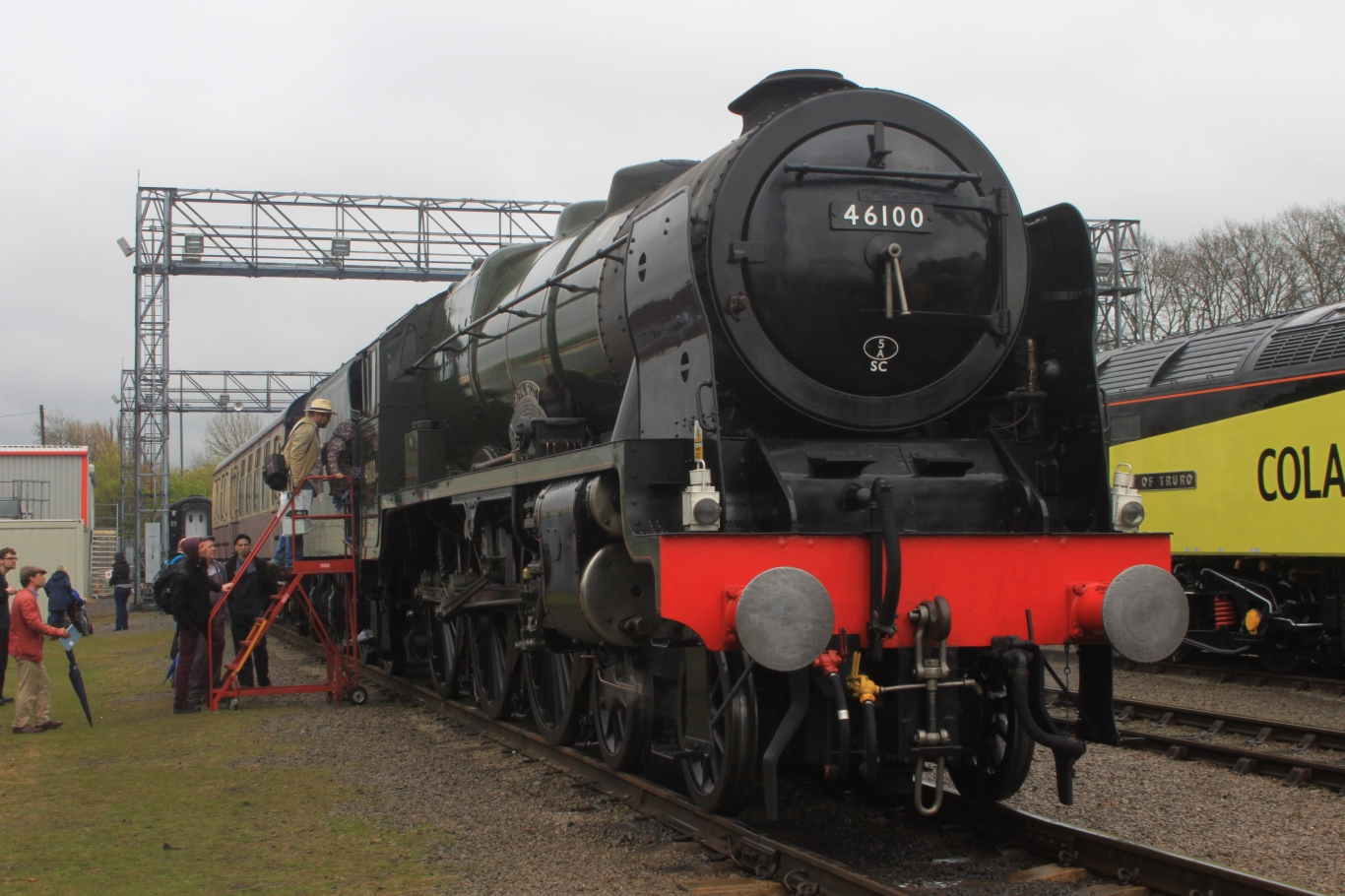
セントフィリップスの沼地デポで展示されている46100ロイヤルスコット
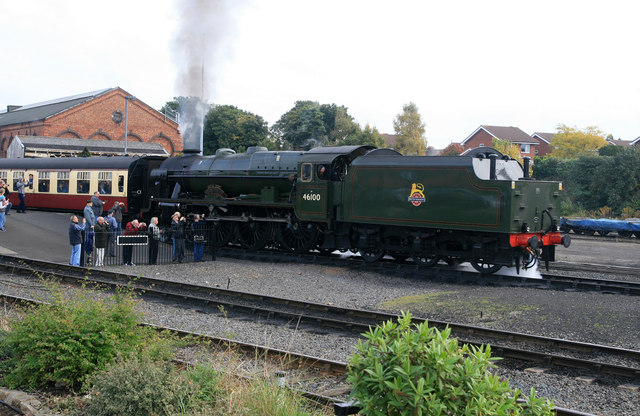
46100号